# تایرن (کلرادو)
تایرن، کلرادو (به انگلیسی: Tyrone, Colorado) یک منطقهٔ مسکونی در ایالات متحده آمریکا است که در شهرستان لاس انیماس، کلرادو واقع شده است.

## خصوصیات
تایرن ۱٬۶۸۹ متر بالاتر از سطح دریا واقع شده است.